# 후유카와 모토이
후유카와 모토이(일본어: 冬川基)는 일본의 남성 만화가이다. 대표작은 어떤 과학의 초전자포이다.

## 경력
동인 서클 '하우스 오브 KARSEA(ハウスオブKARSEA)'에서 '요츠바랑!' 등의 동인지를 그리던 중, 전격 대왕의 편집자인 오기노 켄타로(荻野謙太郎)의 제의로 어떤 과학의 초전자포의 작화를 담당하게 된다.

## 작품 목록
- 어떤 과학의 초전자포(카마치 카즈마, 2007년 -, 월간 코믹 전격대왕에 연재)